# Lindernia benthamii
Lindernia benthamii är en tvåhjärtbladig växtart som beskrevs av Fischer, Schäferhoff och Müller. Lindernia benthamii ingår i släktet Lindernia och familjen Linderniaceae. Inga underarter finns listade i Catalogue of Life.